# Sợi dây hoàng lan
Sợi dây hoàng lan (tiếng Thái: Sroi Sabunnga, สร้อยสะบันงา) là bộ phim truyền hình Thái Lan do Maker J Group sản xuất, Adul Prayanto và Wasin Samanyakul đạo diễn, với sự tham gia diễn xuất của Pimchanok Leuwisedpaiboon, Naphat Siangsomboon, Prama Imanothai, Prima Bhunjaroeun và Amolrada Chaiyadej.
Bộ phim đánh dấu sự tái hợp của cặp đôi đình đám Baifern Pimchanok và Nine Naphat sau tác phẩm điện ảnh Friendzone, đây cũng là dự án phim truyền hình đầu tiên mà cả hai cùng hợp tác cho đài CH3. Bộ phim được phát sóng trên đài Channel 3 từ thứ hai - thứ ba hàng tuần lúc 20:30  - 22:30 bắt đầu từ ngày 24 tháng 1 năm 2022. Đồng thời phim được TRUEID VIETNAM, TV360 và Galaxy Play mua bản quyền phát sóng tại Việt Nam.

## Nội dung
Bộ phim lấy bối cảnh diễn ra vào năm 1945 - trong thời kỳ sau Thế chiến 2, kể về cuộc đời của Sroi (Baifern) được sinh ra trong gia đình quý tộc và từ nhỏ đã được cha dạy về sự tự hào với dòng máu, danh tiếng của gia tộc mình. Tuy nhiên khi chiến tranh nổ ra, cha của Sroi bị kết tội là phản quốc khiến cả cha và anh trai đều bị trừng phạt, gia đình Sroi tan vỡ.
Từ đó Sroi chuyển đến sống cùng người dì Mhom Saengjuntra tại cung điện Rawiwath. Sroi cũng luôn tâm niệm về việc khôi phục tên tuổi, danh tiếng và địa vị của gia đình mình theo lời cha dạy trước kia. Mục tiêu của cô là trở thành vợ của hoàng tử Aiyares, để bước chân vào hoàng thất. Thế nhưng giữa lúc đó, một thương nhân trẻ người Trung Quốc – Tian đã xuất hiện trong cuộc đời Sroi, yêu cô vô điều kiện, hi sinh mọi thứ vì cô mà không mong cầu đền đáp.
Sroi yêu Tian, nhưng với tham vọng và khao khát vực dậy danh tiếng gia tộc, Sroi không thể lựa chọn Tian. Tình yêu của 2 người họ liệu có thể có một cái kết trọn vẹn bên nhau, hay Sroi sẽ kiên quyết lựa chọn danh vọng, quyền lực và từ bỏ tình yêu của đời mình?

## Diễn viên
| Diễn viên                           | Nhân vật                                      |
| ----------------------------------- | --------------------------------------------- |
| Pimchanok Leuwisedpaiboon (Baifern) | Sroi Sabunnga / Ngam / Mom Ngam               |
| Naphat Siangsomboon (Nine)          | Tian Saelee                                   |
| Prama Imanothai (Punjan)            | Aiyaret Ravikul / Than Chai Chang             |
| Prima Bhunjaroeun (Prim)            | Botan                                         |
| Amolrada Chaiyadej (Mona)           | Ubonkaew / Than Ying Kaew                     |
| Namnung Suttidachanai               | Ketkomol Ravikul / Than Ying Ked              |
| Chatayodom Hiranyatithi (Chai)      | Tongpanchang Ravikul / Phra Ong Chao / Sadetj |
| Jieb Pijitra                        | Puangnak Ravikul / Mom Puangnak               |
| Sruangsuda Lawanprasert (Namfon)    | Vương phi Phikul Ravikul                      |
| Apasiri Nitipon (Oom)               | Saengchan Ravikul / Mom Saengchan             |
| Khwanruedi Klomklom                 | Ueang                                         |
| Phanudet Watnasuchart (Duke)        | Taokaeseng                                    |
| Sawitree Samipak (Tong)             | Mae Yai                                       |
| Pongsatorn Jongwilas (Phuak)        | Meng                                          |
| Pongpeera Wiengnon (Mac)            | Sia                                           |
| Wongwachira Petchkeaw               | Satorn                                        |
| Lorena Schuett (Lalina)             | Rachawadee / Than Ying Wadee                  |
| Warit Tipgomut (Tah)                | Hua                                           |
| Wimolphan Chaleejunghan             | Somsim                                        |
| Prin Wikran                         | Hongwon                                       |
| Janya Thanasawaangkoun              | Juan                                          |
| Pariit Timthong                     | Sala                                          |
| Vorarit Fuangarome (Not)            | Koson                                         |
| Bee Patchrawan                      |                                               |
| Pornphan Rerkatakarn (Hongyok)      | Champa                                        |
| Santi Santiwetchakun                | Ma                                            |
| Pajaree Na Nakorn                   | Pun                                           |
| Siricoup Metanee                    |                                               |
| Sompob Benjathikul                  |                                               |
| Peter Tuinstra                      | Jonathan                                      |
| Suchada Poonpattanasuk              | Mẹ Tian                                       |

## Rating
| Ngày phát sóng | Tập        | Toàn quốc | TRUEID  | CH3+   |  |
| -------------- | ---------- | --------- | ------- | ------ |  |
| 24/01/2022     | 1          | 2.0       | 62,307  | 76.4K  |  |
| 25/01/2022     | 2          | 2.1       | 67,288  | 85.0K  |  |
| 31/01/2022     | 3          | 2.7       | 74,482  | 99.4K  |  |
| 01/02/2022     | 4          | 2.7       | 77,786  | 106.5K |  |
| 07/02/2022     | 5          | 2.8       | 83,120  | 123.3K |  |
| 08/02/2022     | 6          | 2.9       | 89,465  | 141.3K |  |
| 14/02/2022     | 7          | 2.6       | 83,305  | 132.8K |  |
| 15/02/2022     | 8          | 2.7       | 88,398  | 148.9K |  |
| 21/02/2022     | 9          | 2.7       | 85,183  | 143.6K |  |
| 22/02/2022     | 10         | 2.9       | 93,702  | 164.6K |  |
| 28/02/2022     | 11         | 3.0       | 89,590  | 147.6K |  |
| 01/03/2022     | 12         | 3.2       | 92,527  | 156.9K |  |
| 07/03/2022     | 13         | 3.3       | 100,424 | 185.1K |  |
| 08/03/2022     | 14         | 3.9       | 100,424 | 185.1K |  |
| 14/03/2022     | 15         | 3.6       | 100,668 | 178.9K |  |
| 15/03/2022     | 16         | 3.5       | 106,294 | 195.4K |  |
| Trung bình     | Trung bình | 2.91      |         |        |  |

Thành tích sau khi phim kết thúc
- Tập cuối phim Sợi dây hoàng lan vào đầu xu hướng tại Twitter xứ Chùa Vàng chỉ một ngày sau khi phim lên sóng.
- Tác phẩm còn đạt rating 5,47% tại Bangkok (Thái Lan). Tập cuối phim thu hút đến 421.000 người xem trực tuyến cùng lúc. Tổng lượt xem Sợ dây hoàng lan trên nền tảng trực tuyến CH3+ đạt mốc 39 triệu.

## Nhạc phim
- คนเดียวที่รักหมดหัวใจ / Khon Diao Tee Rak Moht Hua Jai (Người duy nhất em yêu trọn con tim) Thể hiện bởi: Nararak Jaibumrung (nhạc dạo)
- เทียนส่องใจ / Tian Song Jai (Ngọn nến thắp sáng tim em) Thể hiện bởi: White Thana (nhạc kết)

## Giải thưởng

### ContentAsia Awards 2022
| Năm  | Hạng mục                                         | Đề cử                                                                     | Kết quả   | Ghi chú |
| ---- | ------------------------------------------------ | ------------------------------------------------------------------------- | --------- | ------- |
| 2022 | Best Drama Series Made For A Single Asian Market | Channel 3 HD Marker J Group Pimchanok Leuwisedpaiboon Naphat Siangsomboon | Đề cử     |         |
| 2022 | Best Female Lead In A TV Programme               | Pimchanok Leuwisedpaiboon                                                 | Đoạt giải | [ 6 ]   |
| 2022 | Best Male Lead In A TV Programme                 | Naphat Siangsomboon                                                       | Đề cử     |         |